# Силуан (Фотинеас)
Епископ Силуа́н (англ. Bishop Silouan, греч. Επίσκοπος Σιλουανός, в миру Ста́врос Фотине́ас, греч. Σταύρος Φωτεινέας; род. 1978, Брисбен) — архиерей Константинопольской православной церкви, епископ Синопский (с 2020), викарий Австралийской архиепископии.

## Биография
Родился в 1978 году в Брисбене, в Австралии.
Со степенью бакалавра социологии окончил Квинслендский университет и со степенью магистра иностранных языков университет Флиндерса.
В 2001 году окончил Сиднейскую духовную семинария святого апостола Андрея со степенью бакалавра богословия и поступил в Пантанассийский монастырь, где 23 ноября 2002 года был пострижен в рясофор. 1 декабря 2002 года был рукоположён в сан иеродиакона. 25 октября 2003 году в Брисбене архиепископом Австралийским Стилианом (Харкианакисом) был рукоположён в сан иеромонаха, став настоятелем Успенского храма в Квинсленде. 4 июня 2006 года был возведён в достоинство архимандрита и начал служение в монастыре святого Нектария Эгинского.
Позднее стал эпитропом Аделаиды, с 2017 года являясь профессором патристики Сиднейской духовной семинарии апостола Андрея.
28 ноября 2019 года Священным синодом Константинопольской православной церкви был избран для рукоположения в сан епископа Синопского, викария Австралийской архиепископии.
19 января 2020 года в Благовещенском соборе в Сиднее состоялась его епископская хиротония, которую совершили: архиепископ Австралийский Макарий (Гриниезакис), митрополит Севастийский Серафим (Гинис), епископ Дервский Иезекииль (Кефалас), епископ Милитопольский Иаков (Цигунис), епископ Мелойский Емилиан (Кутузис), епископ Кианейский Элпидий (Каралис).

## Труды
- Silouan Fotineas. The Letters of Bishop Basil of Caesarea: Instruments of Communion. — Sydney College of Divinity. — 396 p. — (Early Christian Studies). — ISBN 978-1925730067.